# Zlatohorská hornická naučná stezka
Zlatohorská hornická naučná stezka vede v kopcích kolem Zlatých Hor, v Chráněné krajinné oblasti Jeseník. Je zaměřená na hornictví, historii a geologii dané oblasti.

## Popis
Naučná stezka  začíná a končí na náměstí ve Zlatých Horách u městského muzea. Celý okruh měří 16 km s převýšením 545 m,v prvopočátku měla dvanáct zastavení, později už patnáct zastavení s informačními tabulemi. Je značená  červenou a na začátku vede souběžně s  modrou turistickou značkou na Příčný vrch a je vedena kolem nejvýznamnějších památek, především hornických, u Zlatých Hor. Deset těchto hornických památek bylo prohlášeno kulturními památkami ČR. Tři zastávky (č. 7., 8. a 9.) jsou společné s Údolskou hornickou naučnou stezkou.

## Přehled zastavení
| Číslo zastavení | Název zastavení                           | km   | zdroj |
| --------------- | ----------------------------------------- | ---- | ----- |
| 1.              | Jíloviště                                 | 2,5  | [ 2 ] |
| 2.              | Měděná štola                              | 3,0  | [ 2 ] |
| 3.              | Marie Pomocná IV                          |      | [ 2 ] |
| 4.              | Marie Pomocná III                         | 4,5  | [ 2 ] |
| 5.              | Marie Pomocná I                           | 5,0  | [ 2 ] |
| 6.              | Velké pinky (povrchové doly – propadliny) | 7,0  | [ 2 ] |
| 7.              | Starohoří (vodní čerpadla)                | 7,5  | [ 2 ] |
| 8.              | Středověká úpravna                        |      | [ 2 ] |
| 9.              | Olověná štola                             | 7,8  | [ 2 ] |
| 10.             | Nová Haklberská štola                     | 8,5  | [ 2 ] |
| 11.             | Výrův kámen                               | 9,0  | [ 2 ] |
| 12.             | Edelštejn                                 | 9,5  | [ 2 ] |
| 13.             | Žebrácký potok (rýžoviště)                |      | [ 2 ] |
| 14.             | Rýžoviště (bedrock)                       | 11,0 | [ 2 ] |
| 15.             | Měkké doly                                | 11,2 | [ 2 ] |
|                 | Zlaté Hory, náměstí                       | 16,0 | [ 2 ] |